# Phoenix (Arizona)
Pour les articles homonymes, voir Phénix (homonymie).
Phoenix (/ˈfiˌnɪks/, est la capitale et la plus grande ville de l'État de l'Arizona, aux États-Unis. Selon la dernière estimation du Bureau du recensement des États-Unis, la ville compte 1 673 164 habitants en 2024, ce qui la place au cinquième rang national. Son aire urbaine de 4 845 832 habitants est la 10e du pays. Phoenix est également le siège du comté de Maricopa, le comté le plus peuplé de l'État. 40 % de la population de Phoenix est hispanique.
Localisée dans le nord-est du désert de Sonora, Phoenix possède un climat désertique chaud (classification de Köppen BWh). La ville est située dans la vallée de la rivière Salée, dont le lit est souvent asséché. Elle est entourée par les montagnes McDowell, de la montagne South, des montagnes White Tank et des montagnes Superstition. L'irrigation permet de mener des activités agricoles dans la région.
Le climat attire toujours plus de résidents et l'activité économique prospère, notamment avec l'industrie électronique. En dix ans, la population augmente de 25 % et l'Arizona est l'État américain qui a l'un des plus forts taux de croissance démographique. En 2004, les villes de Mesa, Scottsdale, Glendale, Tempe, Chandler, Gilbert, Peoria se joignent pour former une métropole qui inclut vingt-deux municipalités.

## Histoire

### Histoire ancienne
Les plus anciens occupants de la vallée du Soleil (Valley of the Sun) sont les Amérindiens Hohokams, qui vivaient dans la région à partir de 300 av. J.-C. Leur civilisation s'est épanouie grâce à la maîtrise d'un système perfectionné d'irrigation. L'eau puisée dans la rivière Salée était amenée dans les champs grâce à un réseau de canaux. On retrouve leurs traces dans de nombreux sites de l'Arizona, notamment à Pueblo Grande (en) (700-1400). Leur disparition au XVe siècle demeure un mystère pour les historiens. Plusieurs hypothèses ont été avancées (sécheresse, guerres, émigration) et certains spécialistes[Qui ?] considèrent les peuples Pimas et Tohono O'odham comme leurs descendants.

### Fondation
En 1867, Jack Swilling de Wickenburg est le premier à se rendre compte des atouts du site de la future Phoenix, au pied des White Tank Mountains (en). Il construit un canal depuis la rivière Salée pour alimenter une première colonie d'agriculteurs. L'endroit qui allait devenir la partie de Phoenix fut baptisée en son honneur Swilling's Mill. Phillip Darrell Duppa (en) proposa le nom « Phoenix », en liaison avec la renaissance de l'agriculture irriguée dans cette région. La ville fut officiellement reconnue par le conseil du comté de Yavapai dont elle dépendait alors, le 4 mai 1868. Elle n'est alors qu'une petite bourgade d'éleveurs et de mineurs. La poste ouvrit le 15 juin de la même année, sous la direction de Jack Swilling.
Le 12 février 1871, les autorités décident de créer le comté de Maricopa et Tom Barnum est choisi comme premier shérif. La première école publique ouvre en 5 septembre 1872, dans le bâtiment du comté, avant d'intégrer une construction en adobe dès 1873.

### Prospérité
L'arrivée du chemin de fer dans les années 1880 désenclava la région et permit à Phoenix de commencer sa croissance. L'un des signes révélateurs de cette nouvelle prospérité économique est la création en 1888 d'une chambre de commerce. Au début de l'année 1888, le nouvel hôtel de ville est prêt à accueillir les administrations municipales.
Au début du XXe siècle, Phoenix attire les asthmatiques et les tuberculeux qui viennent profiter de son air pur et sec. Avec le développement de l'automobile, la région va devenir un centre de villégiature important.
Le 18 mai 1911, le barrage Theodore-Roosevelt entre en service : il constitue alors le plus grand barrage du monde. Il engendra derrière lui un lac de retenue (Theodore Roosevelt Lake (en)) et permit d'irriguer davantage de terres.
Le 14 février 1912, le président William Howard Taft fait de Phoenix la capitale de l'État de l'Arizona. La croissance démographique s'accélère puisqu'en 1920 la population atteint 29 053 habitants, puis 48 118 habitants dix ans plus tard. Pendant la Seconde Guerre mondiale, Phoenix devient un centre de production d'armement, avec l'installation de Luke Field, Williams Field et Falcon Field.
Les années 1930 sont marquées par l'installation de l'Arizona Biltmore Hotel. En 1950, 105 000 personnes vivent dans la ville. À partir des années 1960, la ville de Sun City attire les retraités de tout le pays.

## Géographie
Phoenix est située à 410 km au sud-est de Las Vegas, à 556 km à l'ouest-nord-ouest d'El Paso et à 574 km à l'est de Los Angeles. Selon le Bureau du recensement des États-Unis, la superficie de la ville de Phoenix est considérable, en effet elle s'étend sur 1 230,5 km2, dont 0,6 km2 d'eau (0,05 % du total).

Vue panoramique sur la ville de Phoenix.

### Quartiers et subdivisions

Carte des 15 quartiers officiels de Phoenix.

Depuis 1979, la ville de Phoenix est divisée en 15 quartiers officiels, dont beaucoup sont basés sur les quartiers et les communautés culturellement les plus importants. Chaque quartier a un comité de planification qui est nommé directement par le conseil de la ville. Selon le manuel de planification de quartier émis par la ville de Phoenix, le but du comité de planification des quartiers est de travailler avec la commission d'urbanisme de la ville pour assurer un équilibre au niveau du logement et de l'emploi dans chaque quartier, de concentrer le développement à des régions identifiées et de promouvoir le caractère unique et l'identité de chacun des 15 quartiers.
Les 15 quartiers officiels de la ville sont :
- Ahwatukee Foothills
- Alhambra
- Camelback East
- Central City
- Deer Valley
- Desert View
- Encanto
- Estrella
- Laveen
- Maryvale
- North Gateway
- North Mountain
- Paradise Valley
- Rio Vista
- South Mountain

En plus des quartiers ci-dessus, Phoenix a une variété de régions et de districts culturels, tels que Downtown, Midtown West Phoenix, Phoenix North, South Phoenix, Biltmore, Arcadia, et Sunnyslope.

### Climat

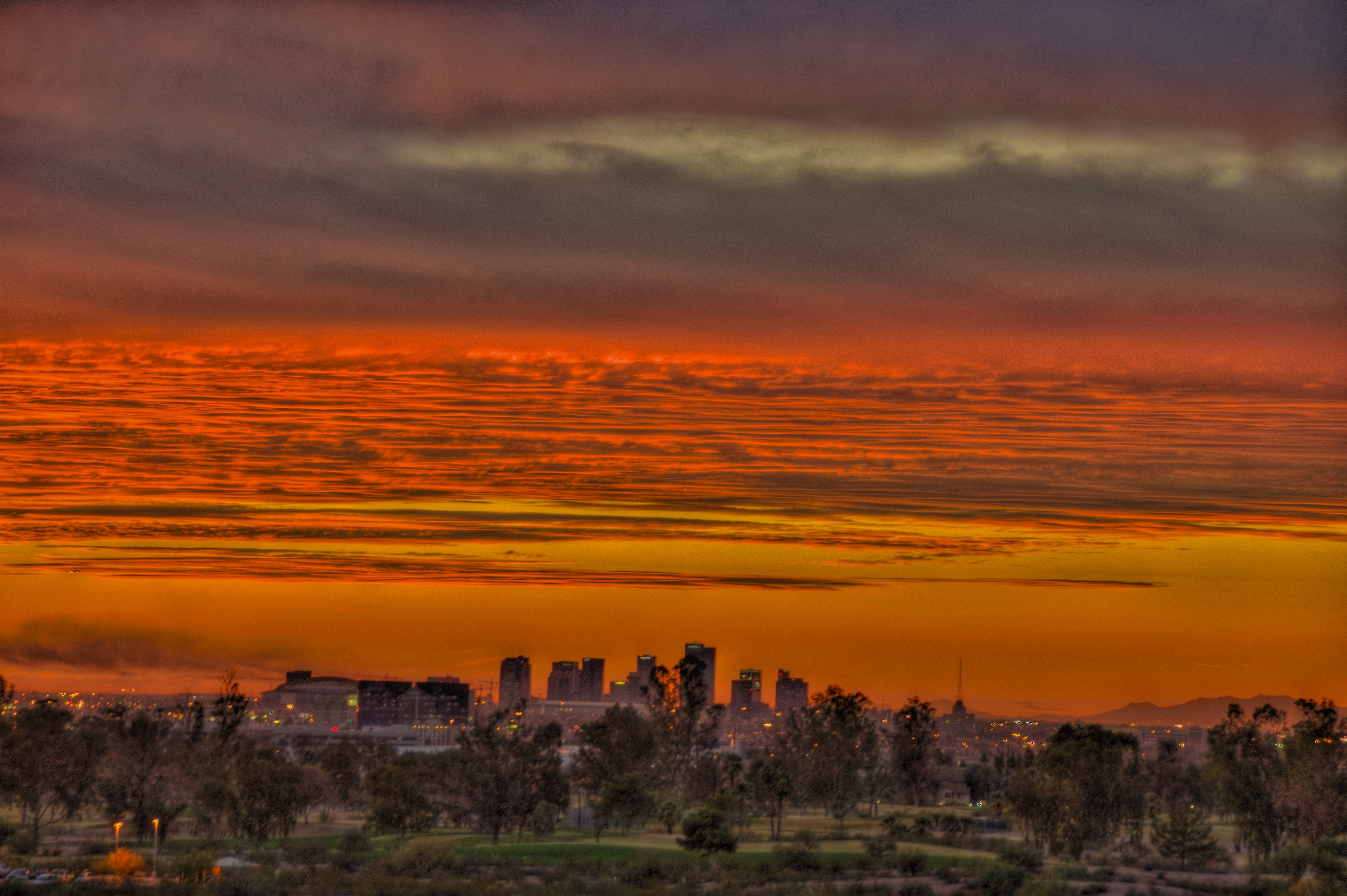
Coucher de soleil sur Phoenix et son centre-ville.

La ville de Phoenix a un climat désertique chaud (classification de Köppen BWh) typique du désert de Sonora, dans lequel elle se trouve. La capitale arizonienne possède des étés longs, extrêmement chauds et des hivers courts, agréablement doux. En été, les températures moyennes maximales figurent parmi les plus élevées des plus grandes villes des États-Unis, et similaires à celles de villes comme Riyad et Bagdad. La température maximale moyenne de juillet qui est le mois le plus chaud de l'année à Phoenix est d'environ 42 °C. Les températures atteignent et dépassent chaque année en moyenne 38 °C sur plus de 92 jours et 43 °C sur plus de 18 jours. La plus longue période de jours consécutifs au-dessus de 43 °C vécue à Phoenix est de 76 jours, soit du 10 juin 1993 jusqu'au 24 août 1993. Le record du plus grand nombre de jours où la température était équivalente ou au-dessus de 43 °C dans une année à Phoenix a été atteint en 1989 avec un total de 143 jours, tandis que le plus petit record est de 48 jours en 1913. À titre de comparaison, la ville de New York a eu un total de 59 jours où la température était équivalente ou au-dessus de 43 °C depuis 1870. Le 26 juin 1990, la température a atteint 50 °C faisant de cette journée la plus chaude de l'histoire de Phoenix.

Le climat y est très aride, très peu pluvieux, avec un ciel dégagé et du soleil la plupart du temps. Elle reçoit des précipitations limitées, la moyenne annuelle de l'aéroport international Sky Harbor de Phoenix étant de 180 mm. Les précipitations sont rares pendant la majeure partie de l'année, mais la saison de la mousson estivale apporte un afflux d'humidité. Avant 2008, le début de la saison de la mousson commençait officiellement lorsque le point de rosée moyen était de 12,7 °C pendant trois jours d'affilée, mais en 2008, le National Weather Service a décidé de prendre la conjecture hors du début et de la fin des dates de mousson[pas clair]. À partir de ce moment, le 15 juin a été le premier jour officiel de la mousson et le 30 septembre la fin de celle-ci. La mousson augmente le taux d'humidité et peut provoquer de fortes précipitations localisées, des inondations occasionnelles, de la grêle, des vents forts, de rares tornades et des tempêtes de sable qui peuvent s'élever au niveau d'haboob. Juillet est le mois le plus pluvieux de l'année (27 mm), alors que juin est le plus sec (0,51 mm).

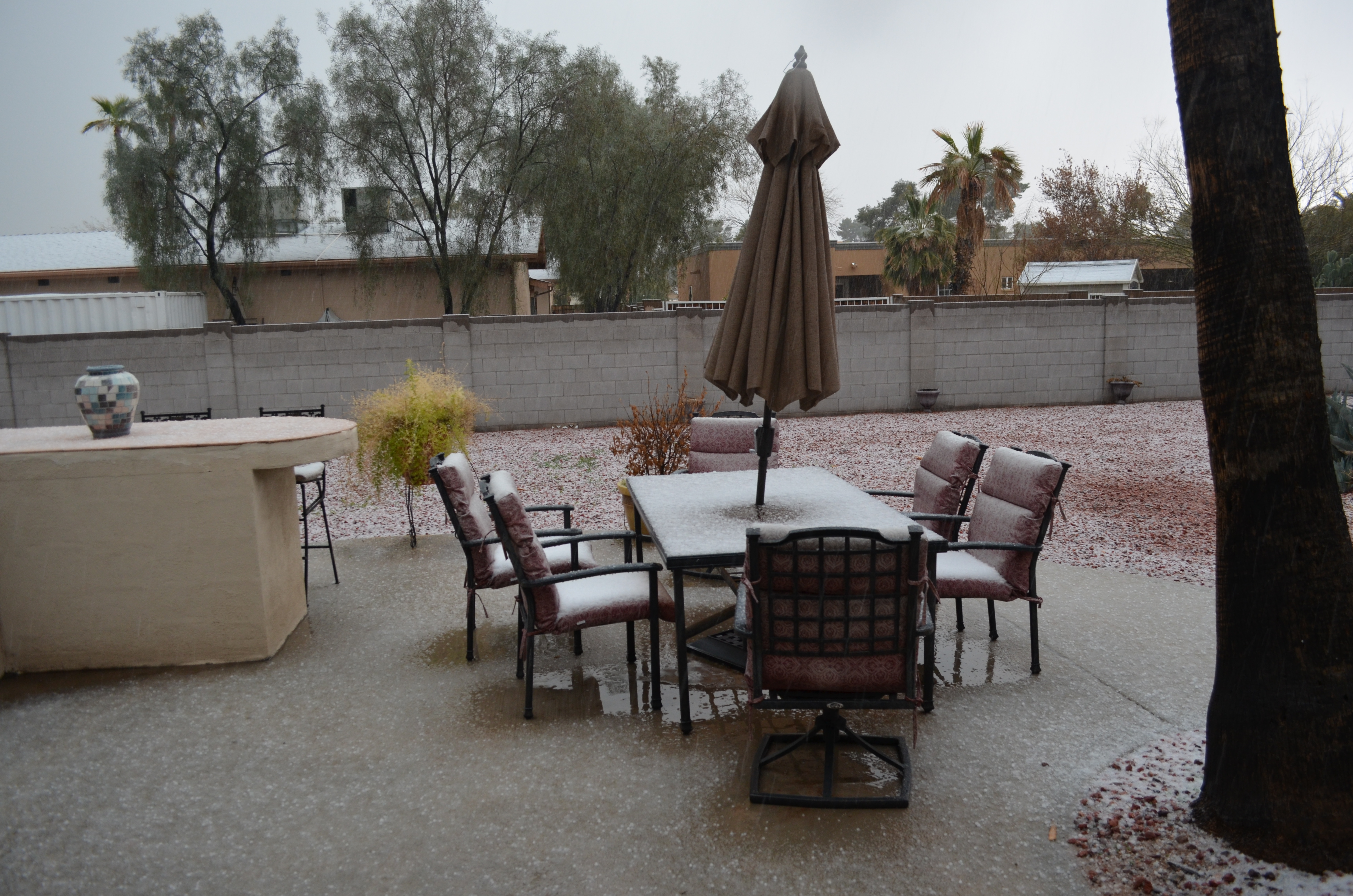
Une pluie de grésil sur Phoenix le 20 février 2013.

Le climat chaud, sec et ensoleillé rend cette région désertique très intéressante en hiver par rapport au froid glacial et humide du nord du pays.
En moyenne, Phoenix n'a qu'un seul jour par an où la température descend en dessous de zéro. Cependant, la fréquence de gel augmente si l'on s'éloigne vers l'extérieur de l'îlot de chaleur urbain. Les zones périphériques de Phoenix subissent souvent le gel. La plus basse température de tous les temps enregistrée à Phoenix était −9 °C le 7 janvier 1913, tandis que la température diurne la plus froide était de 2 °C, le 10 décembre 1898. La neige est très rare à Phoenix. La première chute de neige a été officiellement enregistrée en 1898, et jusqu'à aujourd'hui, les accumulations de 0,25 cm ou plus ont eu lieu seulement huit fois. La plus forte tempête de neige jamais observée remonte au 21 janvier 1937, quand 2,5 à 10,2 cm sont tombés dans certaines parties de la ville. Avant cet événement, 2,5 cm étaient tombés sur la capitale le 20 janvier 1933. Le 2 février 1939, 1,3 cm de neige sont tombés. La neige a également chuté le 12 mars 1917 et le 28 novembre 1919. La chute de neige la plus récente a eu lieu à Phoenix le 6 décembre 1998. Le 30 décembre 2010 et le 20 février 2013, une pluie de grésil est tombée, mais celle-ci a été largement considérée comme de la neige par les Phoenixois.
| Mois                              | jan.  | fév.  | mars  | avril | mai   | juin | jui.  | août  | sep. | oct. | nov. | déc.  | année   |
| --------------------------------- | ----- | ----- | ----- | ----- | ----- | ---- | ----- | ----- | ---- | ---- | ---- | ----- | ------- |
| Température minimale moyenne (°C) | 7,6   | 9,3   | 11,9  | 15,7  | 20,7  | 25,4 | 28,6  | 28,2  | 24,9 | 18,2 | 11,4 | 7,1   | 17,4    |
| Température moyenne (°C)          | 13,6  | 15,4  | 18,5  | 22,7  | 27,8  | 32,7 | 34,9  | 34,2  | 31,3 | 24,8 | 17,9 | 13,1  | 23,9    |
| Température maximale moyenne (°C) | 19,7  | 21,6  | 25,1  | 29,7  | 35    | 40,1 | 41,2  | 40,3  | 37,8 | 31,5 | 24,3 | 19    | 30,4    |
| Record de froid (°C)              | −9    | −4    | −4    | 2     | 4     | 9    | 17    | 14    | 8    | 1    | −3   | −6    | −9      |
| Record de chaleur (°C)            | 31    | 33    | 38    | 41    | 46    | 50   | 49    | 47    | 47   | 42   | 36   | 31    | 50      |
| Ensoleillement (h)                | 257,3 | 257,6 | 319,3 | 354   | 399,9 | 408  | 378,2 | 359,6 | 330  | 310  | 255  | 244,9 | 3 873,8 |
| Précipitations (mm)               | 23,1  | 23,4  | 24,9  | 6,9   | 2,8   | 0,5  | 26,7  | 25,4  | 16,3 | 14,7 | 16,3 | 22,4  | 203,5   |

| Diagramme climatique                                  |             |              |             |           |             |              |              |              |              |              |           |
| J                                                     | F           | M            | A           | M         | J           | J            | A            | S            | O            | N            | D         |
| 19,77,623,1                                           | 21,69,323,4 | 25,111,924,9 | 29,715,76,9 | 3520,72,8 | 40,125,40,5 | 41,228,626,7 | 40,328,225,4 | 37,824,916,3 | 31,518,214,7 | 24,311,416,3 | 197,122,4 |
| Moyennes : • Temp. maxi et mini °C • Précipitation mm |             |              |             |           |             |              |              |              |              |              |           |

## Démographie
| Euro-Américains                   | 68,2% |  |  |
| —Blancs non hispaniques           | 42,2% |  |  |
| —Hispaniques et Latino-Américains | 42,6% |  |  |
|                                   |       |  |  |
| Autres                            | 10%   |  |  |
| Afro-Américains                   | 7,1   |  |  |
| Métis                             | 8,9   |  |  |
| Asio-Américains                   | 3,9   |  |  |
| Amérindiens                       | 2,1   |  |  |
| Océano-Américains                 | 0,2   |  |  |
| Total                             | 100   |  |  |

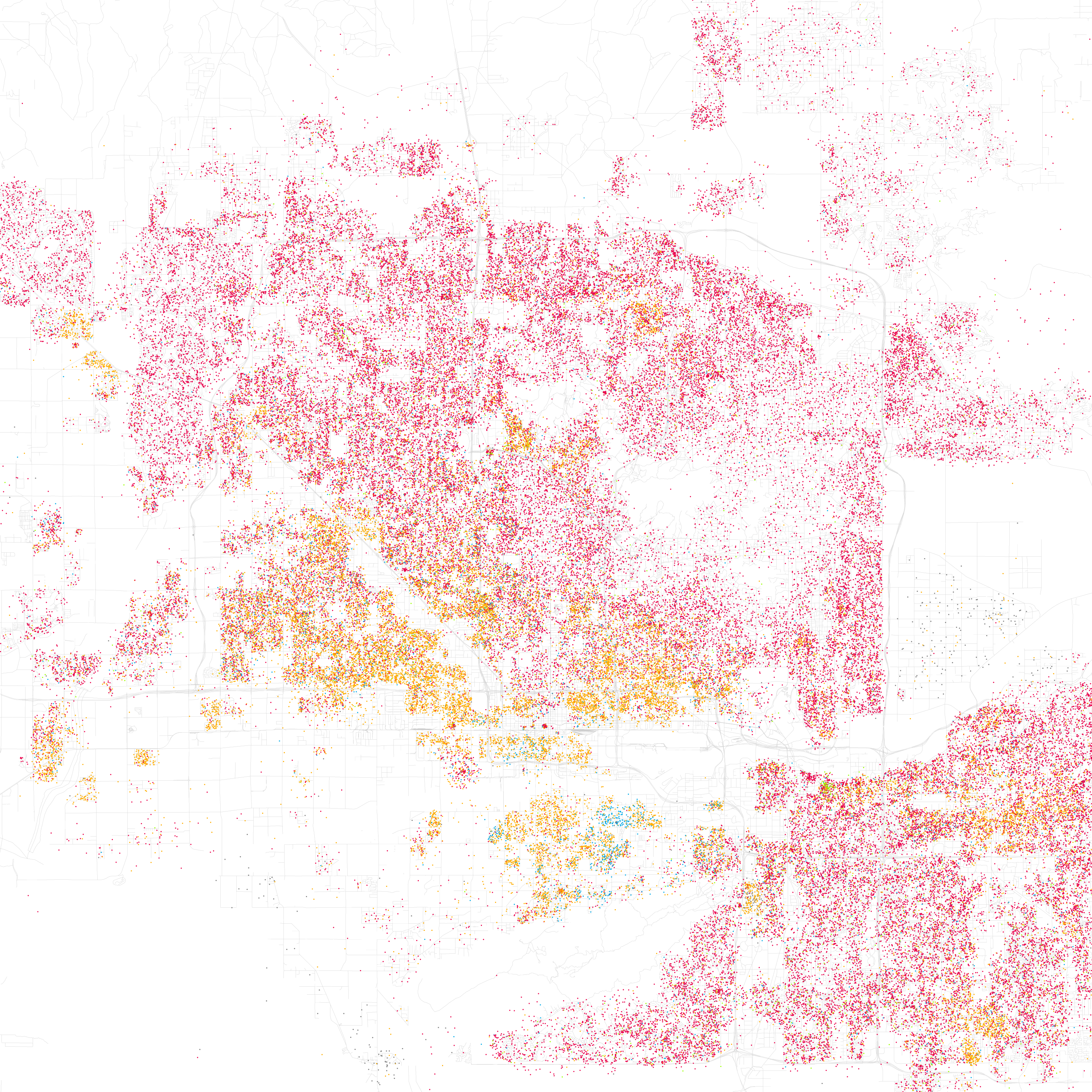
Distribution des groupes ethniques en 2010, chaque point représentant 25 personnes : Blancs non hispaniques, Latinos, Noirs et Asiatiques.

Selon le Bureau du recensement des États-Unis, la ville de Phoenix comptait 1 608 139 habitants en 2020, ce qui la place au cinquième rang des États-Unis derrière New York, Los Angeles, Chicago, et Houston.
Son aire urbaine compte 4 845 832 habitants, ce qui en fait la onzième du pays. La population de Phoenix est à dominante blanche. En 1970, les Blancs représentaient plus de 80 % de la population.
Selon le recensement de 2000, il y avait 1 321 045 personnes et 407 450 familles résidant dans la ville. La densité de population était 2 782 hab./km2. Il y avait 895 832 unités de logement pour une densité moyenne de 1 044 hab./km2.
Il y avait 865 834 ménages, dont 35,7 % avaient des enfants âgés de moins de 18 ans vivant avec eux, 46,9 % étaient des couples mariés vivant ensemble, 12,9 % étaient des femmes célibataires ou veuves, et 34,0 % étaient des familles non traditionnelles. 25,4 % de tous les ménages étaient constitués de personnes et de 6,3 % avait quelqu'un seul vivant qui était de 65 ans ou plus. La taille moyenne des ménages était de 2,79 et la taille moyenne des familles était de 3,39.
Dans la ville, la répartition par âge de la population était de 28,9 % en dessous de 18 ans, 10,9 % de 18 à 24 ans, 33,2 % de 25 à 44 ans, 18,8 % de 45 à 64 ans, et 8,1 % qui avaient 65 ans ou plus. L'âge médian était de 31 ans. Pour 100 femmes il y avait 103,5 hommes. Pour 100 femmes de 18 ans et plus, il y avait 102,7 hommes.
Selon l'American Community Survey, en 2015, 62,41 % de la population âgée de plus de 5 ans déclare parler anglais à la maison, alors que 31,44 % déclare parler l'espagnol, 0,52 % une langue africaine, 0,52 % l'arabe, 0,42 % le vietnamien, 0,39 % une langue chinoise, 0,36 % le navajo, 0,32 % le tagalog, 0,29 % le français, 0,27 % le russe et 3,06 % une autre langue.

## Religion
En 2000, l'aire urbaine de Phoenix accueillait 45 % de catholiques, 13 % de mormons (concentrés dans la banlieue de Mesa) et 5 % de juifs. Les 37 % restants sont en grande partie membres de communautés protestantes.
La cathédrale Saints-Simon-et-Jude est le siège du diocèse de Phoenix, qui compte également une basilique, la basilique Sainte-Marie.

## Administration
| Période                                  | Période         | Identité               | Étiquette   | Qualité        |
| ---------------------------------------- | --------------- | ---------------------- | ----------- | -------------- |
| Les données manquantes sont à compléter. |                 |                        |             |                |
| 1964                                     | 1970            | Milton H. Graham (en)  |             |                |
| 1970                                     | 1974            | John D. Driggs (en)    |             |                |
| 1974                                     | 1976            | Timothy A. Barrow (en) | Républicain |                |
| 1977                                     | 1983            | Margaret Hance         | Républicain | Première femme |
| 1er janvier 1984                         | 16 février 1990 | Terry Goddard          | Démocrate   |                |
| 16 février 1990                          | 16 mars 1994    | Paul Johnson (en)      | Indépendant |                |
| 17 mars 1994                             | 29 mars 1994    | John B. Nelson (en)    | Républicain | Par intérim    |
| 29 mars 1994                             | 4 novembre 1994 | Thelda Williams (en)   |             |                |
| 4 novembre 1994                          | 2 janvier 2004  | Skip Rimsza (en)       | Républicain |                |
| 2 janvier 2004                           | 3 janvier 2012  | Phil Gordon (en)       | Démocrate   |                |
| 3 janvier 2012                           | 29 mai 2018     | Greg Stanton           | Démocrate   |                |
| 29 mai 2018                              | 21 mars 2019    | Thelda Williams        |             |                |
| 21 mars 2019                             | En cours        | Kate Gallego           | Démocrate   |                |

## Architecture

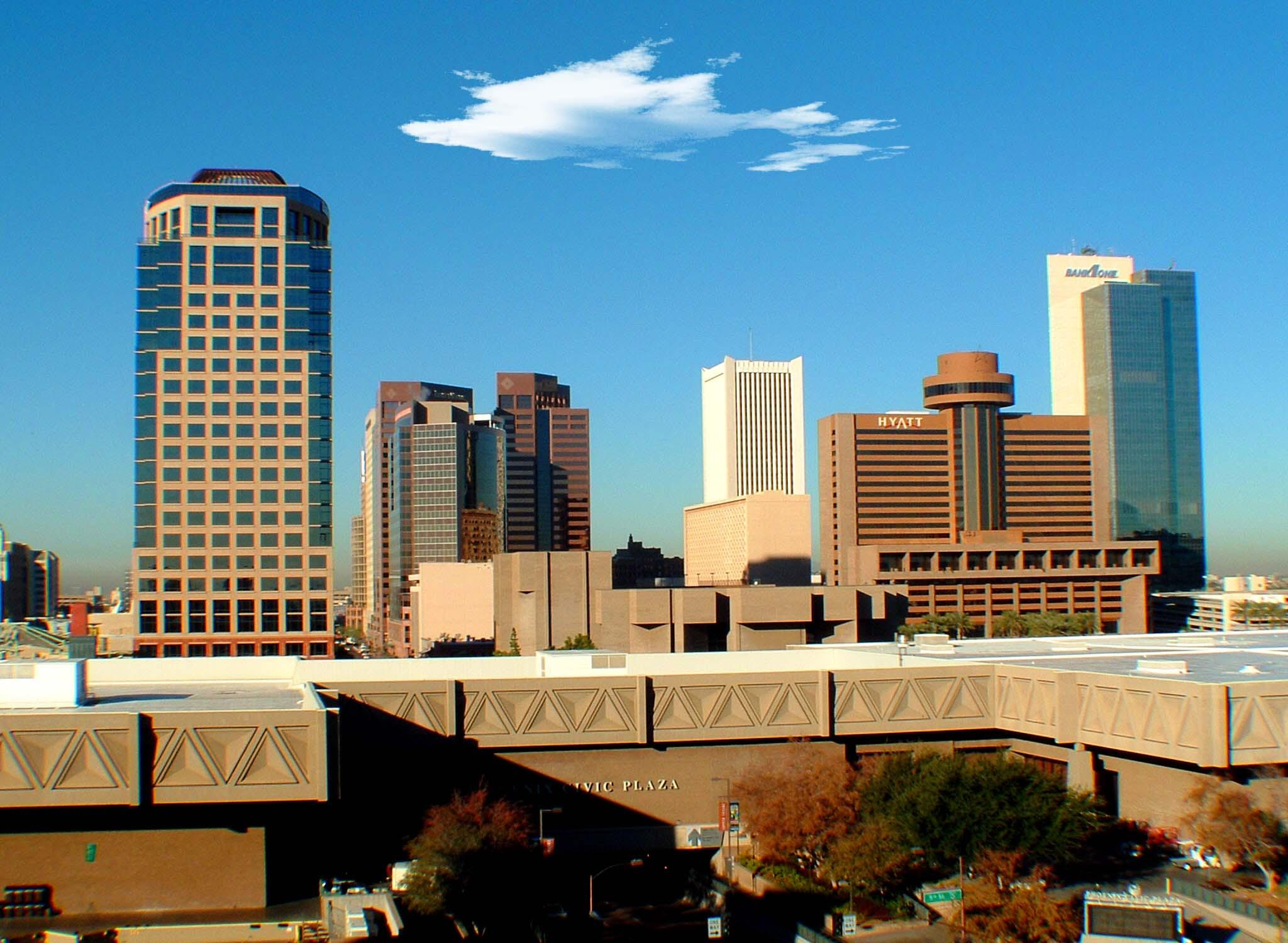
Les immeubles de Downtown Phoenix.

L'histoire des gratte-ciel à Phoenix a commencé avec l'achèvement en 1924 du Luhrs Building, qui est considéré comme le premier gratte-ciel dans la ville, la structure est haute de 138 pieds (42 m) et comporte dix étages. Le Westward Ho, qui est considéré comme le premier gratte-ciel de la ville, a été achevé en 1927. À la fin des années 2000, des vingt plus hauts gratte-ciel de l'Arizona, dix-huit étaient situés à Phoenix.
La ville a connu un boom immobilier dans les années 1960, au cours de duquel Phoenix a vu l'achèvement de trois de ses 25 plus hauts bâtiments, comprenant le Phoenix Corporate Center et le 4000 North Central Avenue. La ville a ensuite par un autre grand boom de la construction de 1980 à début des années 1990. Dans cette période, treize des 25 plus hauts immeubles de la ville ont été construits, y compris le Qwest Tower, la Viad Tower et l'hôtel de ville de Phoenix (Phoenix City Hall). En juin 2008, il y avait 68 gratte-ciel dans la ville. Toutefois, aucun bâtiment de Phoenix ne fait partie des plus hautes constructions des États-Unis.
Le gratte-ciel le plus récent à Phoenix est le Cityscape Tower II qui a été achevé en 2014.

### Urbanisme

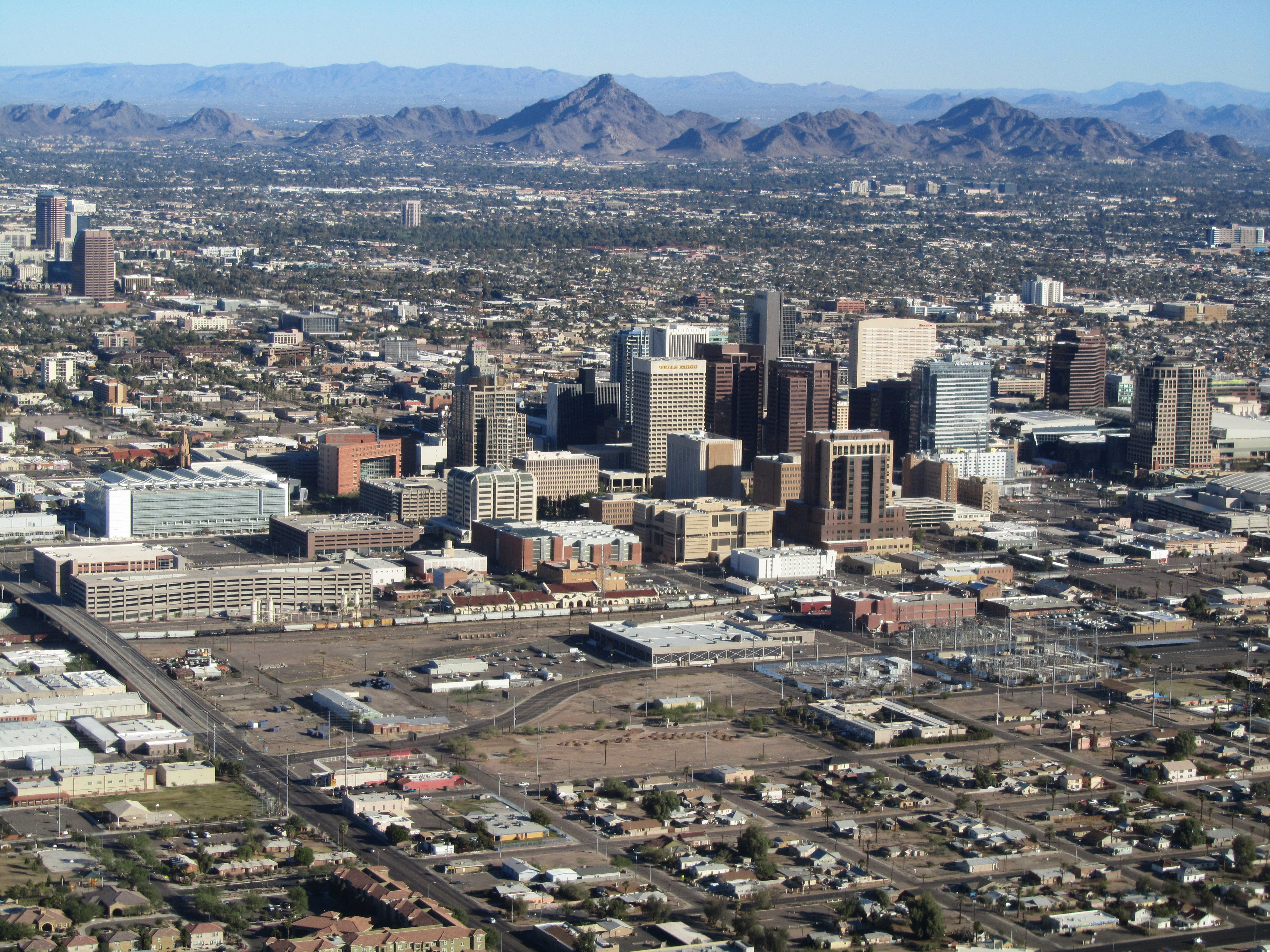
L'étalement urbain de Phoenix.

Le centre-ville (Downtown Phoenix) : aussi appelé Copper Square, on peut y trouver l'Arizona Science Center, le musée d'histoire de Phoenix, le Musée d'art de Phoenix, et la Burton Barr Central Library. Si downtown possède environ 25 immeubles, aucun n'est un véritable gratte-ciel et ce centre-ville est ainsi considéré comme plutôt petit par rapport aux autres grandes villes du pays. Cet état de fait est dû à plusieurs facteurs :
- le développement de la ville a surtout privilégié l'étalement urbain (70 km de long sur 50 km de large)[15] sans que le besoin d'avoir un véritable quartier d'affaires ne se fasse ressentir ;
- Phoenix n'a jamais été véritablement considérée comme un centre influent, mais plutôt comme une métropole secondaire, comme une ville résidentielle subissant l'influence de Los Angeles ;
- la population a déjà rejeté plusieurs projets de gratte-ciel et d'autoroutes et une inclination « anti-urbaine » existe toujours parmi les habitants.

Plusieurs projets incluent néanmoins la construction de nouveaux gratte-ciel de plus de 150 m dans le quartier, qui connaît actuellement une période de renaissance. Cette renaissance est symbolisée par l'Arizona Center (en), une salle de concert qui accueille les meilleurs orchestres des États-Unis.
La ville a connu une croissance urbaine très rapide après la Seconde Guerre mondiale. Entre 1980 et 1987, le nombre d'habitants a augmenté de 30 %.

## Voies de communication et transports

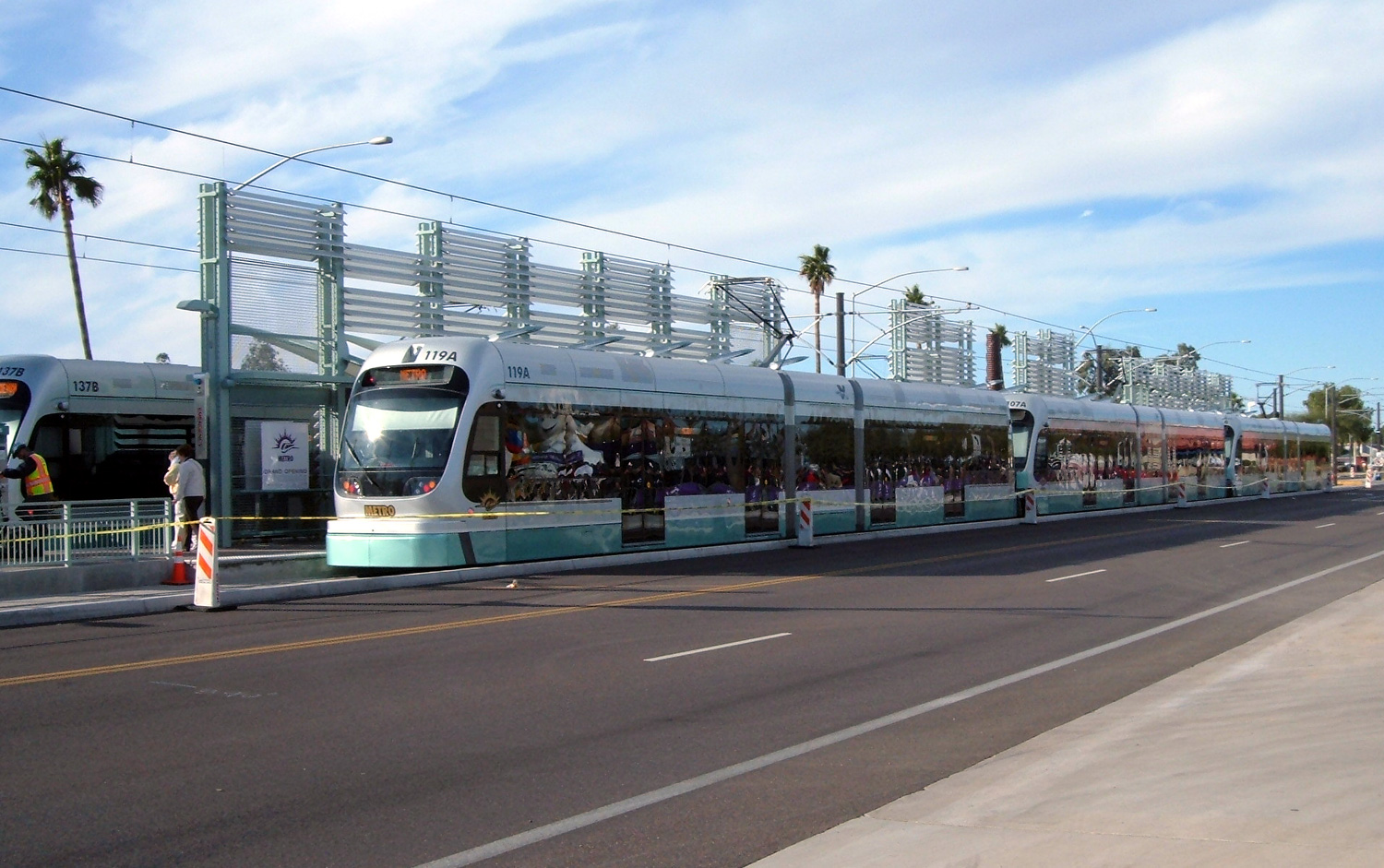
Le métro léger de Phoenix.

### Transport aérien
Le principal aéroport de la région est l'aéroport international Sky Harbor de Phoenix, orné depuis 1963 d'une monumentale peinture en triptyque représentant le mythique oiseau phénix (œuvre du Français Paul Coze), et situé près des intersections de l'I-10, l'I-17, la US 60 et les State Routes 51 et Loop 202. C'est le onzième aéroport des États-Unis et l'un des principaux aéroports mondiaux : 36 millions de voyageurs y sont passés en 2000. Le Williams Gateway Airport gère quant à lui principalement le trafic commercial aérien et est basé à Mesa.

### Transports en commun
Les transports collectifs sont dirigés par Valley Metro, qui gère actuellement une ligne de métro léger et ainsi que les lignes de bus de la ville.

## Économie
La première activité de la région était l'agriculture et la production de coton et d'agrumes. Aujourd'hui, les activités économiques de Phoenix se sont diversifiées. Les administrations et l'université emploient beaucoup de personnes. Les industries de haute technologie (micro-électronique, aéronautique, télécommunications, etc.) et le tourisme fournissent d'autres emplois. Les industries liées à l'armement se sont aussi implantées dans l'agglomération (Luke Air Force Base). Les bonnes conditions climatiques attirent également les tournages de films.

## Culture
La série Médium et le début du film Psychose d'Alfred Hitchcock se déroulent à Phoenix. La scène finale du film L'Épreuve de force avec Clint Eastwood se déroule dans les rues de Phoenix en 1977.
L'héroïne de Stephenie Meyer, Bella Swan, habite à Phoenix au début du livre Fascination.
Dans Halo 4, la ville de New Phoenix se situe approximativement au même endroit. Elle est vidée de ses 6 millions d'habitants à cause du Recomposeur du Didacte.

### Médias
Le premier journal de Phoenix était l'hebdomadaire Salt River Valley Herald, qui changea de nom pour Phoenix Herald en 1880. Aujourd'hui, deux grands quotidiens servent la ville (et aussi l'aire urbaine) : The Arizona Republic et The East Valley Tribune (que l'on trouve surtout dans les villes de la East Valley). De nombreux journaux de voisinage gratuits existent aussi comme le Phoenix New Times, l'Arizona State University's The State Press et le College Times.
L'agglomération de Phoenix comprend de nombreuses chaînes télévisées dont les principales sont KPNX 12 (NBC), KNXV 15 (ABC), KPHO 5 (CBS), KSAZ 10 (FOX), KUTP 45 (UPN), et KASW 61 (WB).

### Musées et points d'intérêt
- Arizona Biltmore
- Arizona Historical Society Museum
- Arizona Science Center

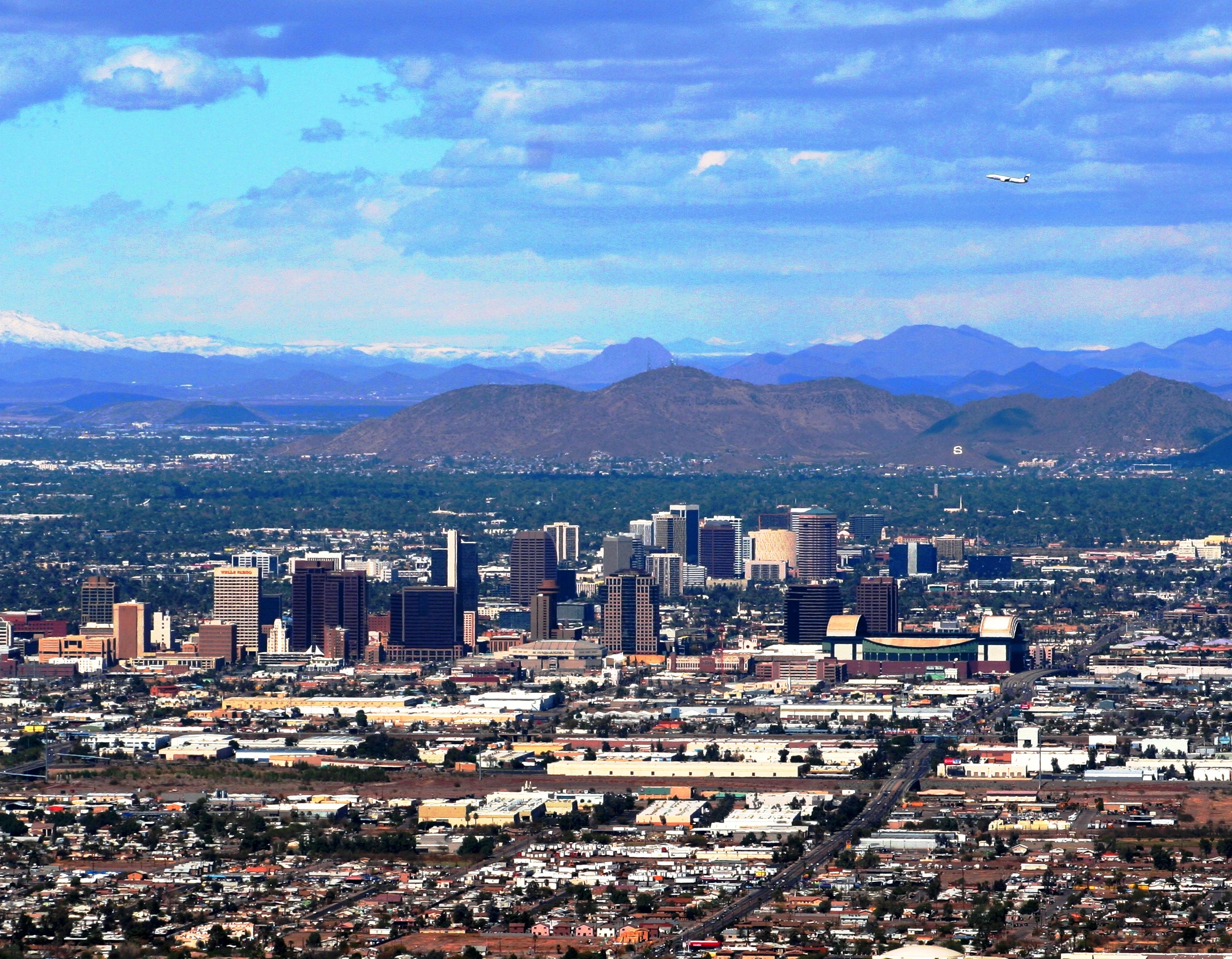
Vue de Phoenix.

- Arizona Veterans Memorial Coliseum at the Arizona State Fairgrounds
- Boyce Thompson Arboretum State Park
- Burton Barr Central Library, conçue par Will Bruder
- Camelback Mountain
- Castles N' Coasters
- Chase Tower (anciennement Bank One Center)
- Desert Botanical Garden
- Encanto Park
- Fleischer Museum
- Hall of Flame
- Heard Museum
- Hotel four star
- Hotel San Carlos
- Musical Instrument Museum
- Mystery Castle
- Papago Park
- Phoenix art museum
- Phoenix Mountains Park and Recreation Area
- Phoenix Museum of History
- Phoenix Zoo
- Pueblo Grande Museum and Cultural Park
- Scottsdale Museum of Contemporary Art
- St. Mary's Basilica
- South Mountain Park, plus grand parc municipal du monde
- Symphony Hall for the Phoenix Symphony at the Phoenix Civic Plaza
- Taliesin West et le Gammage Auditorium, tous deux conçus par Frank Lloyd Wright
- Tovrea Castle
- Wrigley Mansion

### Éducation
L'éducation publique de la région de Phoenix est dirigée par plus de 30 districts. Le Phoenix Union High School District dirige la plupart des lycées de la ville.
La principale institution d'éducation supérieure est l'université d'État de l'Arizona, dont le campus principal est situé à Tempe, et les autres campus à Phoenix et Mesa. L'université de Phoenix est aussi située en ville et est l'une des plus grandes universités privées du pays, avec plus de 130 000 étudiants. Également, l'aéroport de Falcon Field accueille la CAE Global Academy de Phoenix, école de pilotage comptant plus de 50 avions.

### Sports
La région de Phoenix est une destination reconnue pour la pratique du golf. Un nombre impressionnant de parcours fait de cette ville un lieu très important de tourisme « hivernal » pour les résidents des États du Nord. Les locaux les surnomment : les snow birds.
| Équipe                    | Sport              | Ligue                                   | Stade                      |
| ------------------------- | ------------------ | --------------------------------------- | -------------------------- |
| Cardinals de l'Arizona    | Football américain | National Football League/NFC            | State Farm Stadium         |
| Diamondbacks de l'Arizona | Baseball           | Ligue majeure de baseball/NL            | Chase Field                |
| Suns de Phoenix           | Basket-ball        | National Basketball Association         | Talking Stick Resort Arena |
| Mercury de Phoenix        | Basket-ball        | Women's National Basketball Association | Talking Stick Resort Arena |

Notons également l'organisation des Grand Prix des États-Unis de Formule 1 1989, 1990 et 1991 sur un circuit urbain tracé au sein de la ville. Il fut le spectaculaire théâtre d'un âpre duel entre Ayrton Senna et Jean Alesi lors de l'édition 1990.
En 2009, Phoenix accueille le 59e NBA All-Star Game.
En 2010, la ville de Phoenix a accueilli l'événement de catch WrestleMania XXVII.

## Personnalités liées à la ville
- Paul Coze, artiste français auteur de deux œuvres à Phoenix sur le thème de l'oiseau phénix (peinture de l'aéroport et sculpture en ville).
- Nuclear Death (1986-2000), groupe de death metal
- Chester Bennington (1976-2017), chanteur du groupe Linkin Park, est né à Phoenix
- J. J. Yeley et Michael McDowell (pilote), sont 2 pilotes de National Association for Stock Car Auto Racing (NASCAR Cup Series 2021)

## Jumelages
| Ville | Ville       | Pays | Pays                         | Période                |
| ----- | ----------- | ---- | ---------------------------- | ---------------------- |
|       | Calgary     |      | Canada                       |                        |
|       | Catane      |      | Italie                       |                        |
|       | Chengdu     |      | Chine                        | depuis le 13 mars 1987 |
|       | Dubaï       |      | Émirats arabes unis          |                        |
|       | Ennis       |      | Irlande                      |                        |
|       | Grenoble    |      | France                       |                        |
|       | Hermosillo, |      | Mexique                      | depuis 1976            |
|       | Himeji      |      | Japon                        |                        |
|       | Prague      |      | Tchéquie                     |                        |
|       | Ramat Gan   |      | Israël                       |                        |
|       | Suceava     |      | Roumanie                     |                        |
|       | Taipei      |      | République de Chine (Taïwan) | depuis 1979            |